# Quần đảo Nữ vương Elizabeth

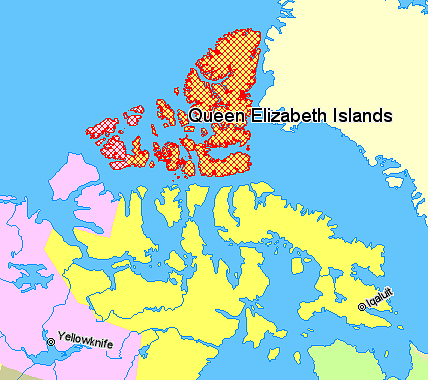
Quần đảo Nữ vương Elizabeth, phía Bắc Canada.
Nunavut
Các Lãnh thổ Tây Bắc
Quebec
Greenland

Quần đảo Nữ vương Elizabeth (tiếng Pháp: Îles de la Reine-Élisabeth; trước đây là Nhóm đảo Parry hoặc Quần đảo Parry) là cụm đảo ở phía bắc của Quần đảo Bắc Cực thuộc Canada, phân chia Nunavut và Các Lãnh thổ Tây Bắc ở Bắc Canada. Quần đảo Nữ vương Elizabeth chứa khoảng 14% diện tích các sông băng và vùng băng đá toàn cầu ngoài dải băng nội lục tại Greenland và Nam Cực.

## Địa lý
Tổng diện tích của quần đảo là 419.061 km2 (161.800 dặm vuông Anh) và được đặt tên sau khi Nữ vương Elizabeth II đăng quang trở thành Nữ vương Canada vào năm 1953. Quần đảo bao gồm một khu vực có hình dạng gần giống một tam giác vuông, được bao bọc bởi Eo biển Nares ở phía đông, kênh Parry ở phía nam, Bắc Băng Dương ở phía bắc và tây. Hầu hết các đảo đều không có người ở, mặc dù Chương trình Khoa học Địa chất và Biến đổi Khí hậu của Bộ Tài nguyên thiên nhiên Canada (ESS) cũng có truyền tải hình ảnh về các đảo. Năm 1969, công ty Panarctic Oils bây giờ một phần của tập đoàn năng lượng Suncor Energy bắt đầu hoạt động dầu thăm dò dầu khí trong các khu vực Sverdrup và Franklinian, và lên kế hoạch xây dựng cơ sở khai thác tài nguyên ở quần đảo Nữ vương Elizabeth. Cơ sở sau đó đã ngừng sản xuất trong những năm 1970. Vào năm 2013, GeoConvention gọi khu vực là "ranh giới thăm dò dầu khí cuối cùng" của Canada. Hogg và Enachescu lập luận rằng việc phát triển và thực hiện các công nghệ dò địa chấn biển và đất tiên tiến ở Alaska, Bắc Âu và Siberia có thể được sửa đổi để sử dụng phù hợp ở quần đảo Nữ vương Elizabeth. 
Quần đảo lần đầu tiên được nhìn thấy bởi người châu Âu vào năm 1616, quần đảo Nữ vương Elizabeth đã không được khám phá và mô tả đầy đủ cho đến khi cuộc thám hiểm Hành lang Tây Bắc Anh đi qua đây và sau đó là khám phá Na Uy vào thế kỷ XIX. Những hòn đảo này được gọi là Quần đảo Parry trong hơn 130 năm. Nó được đặt tên lần đầu tiên sau khi nhà thám hiểm Bắc Cực người Anh Sir William Parry, người khởi hành vào năm 1820 trên tàu Hecla. Kể từ khi đổi tên thành quần đảo Nữ vương Elizabeth vào năm 1953, thuật ngữ quần đảo Parry tiếp tục được sử dụng cho phần phía tây nam của nó (nhóm ít các đảo Ellesmere và Sverdrup). Do đó, sự phân chia khu vực của quần đảo được chia thành 3 khu vực là: đảo Ellesmere, quần đảo Sverdrup, quần đảo Parry.
Điểm cực bắc của quần đảo là trên đảo Ellesmere, và đây cũng là hòn đảo lớn nhất thuộc quần đảo. Nhóm đảo Sverdrup nằm ở phía tây Ellesmere và phía bắc của vịnh Norwegian (vịnh Na Uy). Các đảo còn lại xa hơn về phía nam và phía tây, nằm ở phía bắc của kênh Parry (vịnh hẹp Lancaster Sound, Viscount Melville Sound và eo biển M'Clure) mang tên quần đảo Parry, cái tên được sử dụng cho đến năm 1953 cũng bao gồm cả quần đảo Sverdrup và đảo Ellesmere. Phía nam của Lancaster Sound, Viscount Melville Sound và Eo biển McClure là những hòn đảo còn lại của Quần đảo Bắc Cực thuộc Canada.
Nhiều đảo chính của quần đảo nằm trong số những hòn đảo lớn nhất thế giới, lớn hơn cả là đảo Ellesmere (đảo lớn thứ 10 thế giới). Các đảo lớn khác bao gồm Amund Ringnes, Axel Heiberg, Bathurst, Borden, Cornwall, Cornwallis, Devon, Eglinton, Ellef Ringnes, Mackenzie King, Melville, Hoàng tử Patrick.
Các đảo nhỏ đáng chú ý khác bao gồm: 
- Beechey, là nơi có mộ của hạ sĩ quan John Torrington, nhà thám hiểm William Braine và có thể là cả thủy thủ đoàn John Hartnell, ba người trên đoàn thám hiểm của Sir John Franklin.[5][6]
- Đảo Hans, một đảo đá nhỏ cằn cỗi rộng 1,3 km2 (0,50 dặm vuông Anh) là nơi tranh chấp giữa Canada và Đan Mạch.[7]
- Quần đảo Cheyne gồm 3 đảo nhỏ có diện tích (0,73 km2 (0,28 dặm vuông Anh) là một Vùng chim quan trọng, khu vực sinh cảnh chính của các loài chim di trú.[8]
- Đảo Skraeling là một địa điểm khảo cổ quan trọng, nơi tìm thấy các hiện vật của người Inuit (thời kỳ văn hóa Dorset, Thule) và Bắc Âu.[9] Hòn đảo bao gồm các loại đá hình thành từ Kỷ Silur và Than đá, phía trên là đài nguyên.

### Dân cư
Dân cư của quần đảo dưới 400 người và hầu hết các đảo đều không có người ở. Chỉ có ba khu định cư lâu dài trên quần đảo. Hai đô thị là các làng của Resolute (dân số là 229 người theo điều tra dân số năm 2006) trên đảo Cornwallis và Grise Fiord (dân số là 141 người theo điều tra dân số năm 2006) trên đảo Ellesmere. Còn khu sinh sống lâu dài nằm cực bắc nhất trên thế giới là Alert, Nunavut là 5 người (theo điều tra dân số năm 2006). Đó là một trạm thời tiết của Bộ Tài nguyên và Biến đổi Khí hậu Canada thuộc hệ thống Đồng hồ Khí quyển Toàn cầu (GAW) với một phòng thí nghiệm và theo dõi khí quyển trên đảo Ellesmere. Có một số dân cư tạm thời tại Alert do có trạm vũ trang Canada Alert đồng thời đặt tại đó. Eureka nằm trên đảo Ellesmere là một cơ sở nghiên cứu nhỏ có dân cư bằng 0 nhưng có ít nhất là 8 nhân viên làm việc luân phiên liên tục tại đó.
Các trạm có người ở trước đây là Mold Bay trên đảo Prince Patrick, Isachsen trên đảo Ellef Ringnes và Fort Conger trên đảo Ellesmere. Trong khi khu định cư bị bỏ hoang là Dundas Harbour trên Đảo Devon và Craig Harbour trên đảo Ellesmere.
Dưới đây là các khu dân cư, định cư theo mùa và các khu vực đã bị bỏ rơi.
      Khu định cư bị bỏ rơi
      Khu định cư lâu dài
      Khu định cư theo mùa
| Tên                                    | Hình ảnh | Thể loại                            | Đảo              | Dân số | Thành lập | Tọa độ                                | Ghi chú |
| -------------------------------------- | -------- | ----------------------------------- | ---------------- | ------ | --------- | ------------------------------------- | --- |
| Alert                                  |          | Trạm thời tiết, Trạm quân sự        | Ellesmere        | 5      | 1950      | 82°30′B 62°20′T / 82,5°B 62,333°T     | - Đây là khu định cư nằm xa nhất về cực bắc của thế giới. - Còn được gọi là CFS Alert |
| Alexandra Fiord                        |          | Trạm nghiên cứu khoa học            | Ellesmere        | 0      | 1953      | 78°54′B 75°59′T / 78,9°B 75,983°T     | - Được sử dụng như một trạm Cảnh sát Cưỡi ngựa Hoàng gia Canada từ năm 1953-1963. Vào thời điểm đó, nó là đồn cảnh sát cực bắc nhất trên thế giới.                                                              |
| Camp Hazen                             |          | Trạm giám sát                       | Ellesmere        | 0      | 1957      | 81°49′B 62°19′T / 81,817°B 62,317°T   | - Được sử dụng làm trạm nghiên cứu từ 1957-1958 cho Chiến dịch Hazen - Thuộc sở hữu của Cục Công viên Quốc gia Canada và hiện đang được sử dụng làm điểm để tham quan vào Vườn quốc gia Quttinirpaaq của Canada |
| Craig Harbour                          |          | Cảnh sát Cưỡi ngựa Hoàng gia Canada | Ellesmere        | 0      |           | 76°12′B 81°01′T / 76,2°B 81,017°T     | - Được thành lập năm 1922 để bảo vệ chủ quyền của Canada trên đảo. |
| Dundas Harbour                         |          |                                     | Devon            | 0      |           | 74°31′B 82°23′T / 74,517°B 82,383°T   | - Được thành lập vào năm 1924 để có sự hiện diện của chính phủ, nhằm kiềm chế việc săn bắt cá voi của các tàu nước ngoài và các hoạt động khác trong khu vực.                                                   |
| Eureka                                 |          | Trạm nghiên cứu                     | Ellesmere        | 0      | 1947      | 79°59′B 82°23′T / 79,983°B 82,383°T   | - Được thành lập vào năm 1947 như là một phần của yêu cầu trong việc thiết lập một mạng lưới các trạm thời tiết Bắc Cực.                                                                                        |
| Trạm nghiên cứu Bắc Cực Flashline Mars |          | Trạm nghiên cứu                     | Devon            | 0      | 1999      | 75°25′B 89°49′T / 75,417°B 89,817°T   | - Các cấu trúc được xây dựng vào năm 2000 |
| Fort Conger                            |          | Trạm nghiên cứu                     | Ellesmere        | 0      | 1883      | 81°43′B 64°43′T / 81,717°B 64,717°T   | - Được thành lập vào năm 1881 nhưng bị bỏ hoang vài thập kỷ sau đó. |
| Grise Fiord                            |          | Làng                                | Ellesmere        | 129    | 1953      | 76°25′B 82°53′T / 76,417°B 82,883°T   | - Grise Fiord là khu dân cư cực bắc ở Canada. |
| Isachsen                               |          | Trạm thời tiết, Trạm nghiên cứu     | Ellef Ringnes    | 0      | 1948      | 78°46′B 103°29′T / 78,767°B 103,483°T | - Một hệ thống quan sát bề mặt tự động đã được đặt tại vị trí này vào năm 1989, được liên kết bằng truyền thông vệ tinh tới Nam Canada.                                                                         |
| Trạm nghiên cứu Bắc Cực McGill         |          | Trạm nghiên cứu                     | Axel Heiberg     | 0      | 1959      | 79°20′B 91°58′T / 79,333°B 91,967°T   | - Thuộc sở hữu của Đại học McGill |
| Mould Bay                              |          | Trạm thời tiết, Sân bay             | Hoàng tử Patrick | 0      | 1948      | 76°14′B 119°19′T / 76,233°B 119,317°T | - Trạm thời tiết cũ của Bộ Tài nguyên và Biến đổi Khí hậu Canada - Thỉnh thoảng được thăm viếng bởi lực lượng Quân đội Canada                                                                                   |
| Resolute                               |          | Làng                                | Cornwallis       | 229    | 1947      | 74°41′B 94°49′T / 74,683°B 94,817°T   | - Đây là khu định cư đông dân nhất ở quần đảo Nữ vương Elizabeth - Cộng đồng dân cư nằm gần cực bắc thứ hai ở Canada, chỉ sau Grise Fiord.                                                                      |

## Hành chính
Cho đến năm 1999, quần đảo Nữ vương Elizabeth là một phần của vùng Baffin thuộc Các Lãnh thổ Tây Bắc. Với việc thành lập Nunavut vào năm 1999, tất cả các đảo và một số đảo khác ở phía đông của Kinh tuyến 110° Tây đã trở thành một phần của khu vực Qikiqtaaluk mới, là phần chính của quần đảo. Phần còn lại vẫn thuộc về Lãnh thổ Tây Bắc hiện tại. Đảo Borden, Mackenzie King và Melville được phân chia giữa hai vùng của lãnh thổ Nunavut. Đảo Hoàng tử Patrick, Eglinton và Emerald là những hòn đảo đáng chú ý duy nhất hiện nay là một phần của Lãnh thổ Tây Bắc.
Dưới cấp lãnh thổ và vùng, có cấp quản lý đô thị. Ở cấp độ đó, chỉ có hai đô thị là Resolute và Grise Fiord với tổng diện tích 450 km2 (170 dặm vuông Anh) (0,11% diện tích của quần đảo Nữ vương Elizabeth) nhưng là nơi chiếm phần lớn dân số trên quần đảo (370 trong tổng số 375 người). Phần còn lại 99,89% là khu vực chưa hợp nhất, với tổng dân số năm 2006 là 5 người, và tất cả đều sống tại Alert.

## Tổng quan các đảo
Theo Atlat của Canada có 34 hòn đảo lớn và 2.092 hòn đảo nhỏ hơn trong quần đảo. Ngoại trừ đảo Ellesmere lớn hơn cả, các đảo khác nằm trong hai nhóm đảo là quần đảo Sverdrup và quần đảo Parry:
| Đảo                         | Nhóm đảo phụ | Lãnh thổ | Điểm cao nhất                                                                         | Độ cao m | Độ cao ft                                                                            | Diện tích km² | Diện tích sq mi | Xếp hạng Canada | Xếp hạng thế giới                     | Tọa độ                                |
| --------------------------- | ------------ | -------- | ------------------------------------------------------------------------------------- | -------- | ------------------------------------------------------------------------------------ | ------------- | --------------- | --------------- | ------------------------------------- | ------------------------------------- |
| Alexander                   | Parry        | NU       | Độ cao trung bình                                                                     | 60–180   | 200–590                                                                              | 484           | 187             | 66              | &nbsp                                 | 75°52′B 102°37′T / 75,867°B 102,617°T |
| Amund Ringnes               | Sverdrup     | NU       |                                                                                       | 265      | 869                                                                                  | 5.255         | 2.029           | 25              | 111                                   | 77°53′B 095°30′T / 77,883°B 95,5°T    |
| Axel Heiberg                | Sverdrup     | NU       | Đỉnh Outlook                                                                          | 2.210    | 7.250                                                                                | 43.178        | 16.671          | 7               | 32                                    | 79°26′B 090°46′T / 79,433°B 90,767°T  |
| Đảo Baillie-Hamilton        | Parry        | NU       | align="right" style="text-align:right;" data-sort-value="7002200000000000000"\|200    | 660      | 290                                                                                  | 110           | 91              | &nbsp           | 75°53′B 094°35′T / 75,883°B 94,583°T  |                                       |
| Bathurst                    | Parry        | NU       | Dãy núi Stokes                                                                        | 412      | 1.352                                                                                | 16.042        | 6.194           | 13              | 54                                    | 75°46′B 099°47′T / 75,767°B 99,783°T  |
| Borden                      | Parry        | NU/NT    | align="right" style="text-align:right;" data-sort-value="7002150000000000000"\|150    | 490      | 2.794                                                                                | 1.079         | 30              | 170             | 78°33′B 111°10′T / 78,55°B 111,167°T  |                                       |
| Brock                       | Parry        | NT       | align="right" style="text-align:right;" data-sort-value="7001670000000000000"\|67     | 220      | 764                                                                                  | 295           | 58              | 383             | 77°51′B 114°27′T / 77,85°B 114,45°T   |                                       |
| Đảo Buckingham              | Parry        | NU       | Núi Windsor                                                                           | 150      | 490                                                                                  | 137           | 53              | 137             | &nbsp                                 | 77°12′B 091°00′T / 77,2°B 91°T        |
| Byam Martin                 | Parry        | NU       | align="right" style="text-align:right;" data-sort-value="7002153000000000000"\|153    | 502      | 1.150                                                                                | 440           | 42              | 294             | 75°12′B 104°17′T / 75,2°B 104,283°T   |                                       |
| Cameron                     | Parry        | NU       | Núi Wilmot                                                                            | &nbsp    | align="right" style="text-align:right;" data-sort-value="7009105900000000000"\|1.059 | 409           | 46              | 312             | 77°48′B 101°51′T / 77,8°B 101,85°T    |                                       |
| Đảo Coburg                  | Parry        | NU       | align="right" style="text-align:right;" data-sort-value="7002800000000000000"\|800    | 2.600    | 411                                                                                  | 159           | 83              | &nbsp           | 75°57′B 079°18′T / 75,95°B 79,3°T     |                                       |
| Cornwall                    | Sverdrup     | NU       | Đỉnh McLeod                                                                           | 400      | 1.300                                                                                | 2.358         | 910             | 31              | 184                                   | 77°37′B 094°52′T / 77,617°B 94,867°T  |
| Cornwallis                  | Parry        | NU       | align="right" style="text-align:right;" data-sort-value="7002343000000000000"\|343    | 1.125    | 6.995                                                                                | 2.701         | 21              | 96              | 75°05′B 095°00′T / 75,083°B 95°T      |                                       |
| Devon                       | Parry        | NU       | Vùng băng đá Devon                                                                    | 1.920    | 6.300                                                                                | 55.247        | 21.331          | 6               | 27                                    | 75°08′B 087°51′T / 75,133°B 87,85°T   |
| Eglinton                    | Parry        | NT       | align="right" style="text-align:right;" data-sort-value="7002200000000000000"\|200    | 660      | 1.541                                                                                | 595           | 36              | 249             | 75°46′B 118°27′T / 75,767°B 118,45°T  |                                       |
| Ellef Ringnes               | Sverdrup     | NU       | Vòm Isachsen                                                                          | 260      | 850                                                                                  | 11.295        | 4.361           | 16              | 69                                    | 78°37′B 101°56′T / 78,617°B 101,933°T |
| Ellesmere                   |              | NU       | Đỉnh Barbeau                                                                          | 2.616    | 8.583                                                                                | 196.236       | 75.767          | 3               | 10                                    | 80°10′B 079°05′T / 80,167°B 79,083°T  |
| Emerald Isle                | Parry        | NT       | align="right" style="text-align:right;" data-sort-value="7002150000000000000"\|150    | 490      | 549                                                                                  | 212           | 63              | 466             | 76°48′B 114°07′T / 76,8°B 114,117°T   |                                       |
| Graham                      | Sverdrup     | NU       | align="right" style="text-align:right;" data-sort-value="7002175000000000000"\|175    | 574      | 1.378                                                                                | 532           | 38              | 265             | 77°26′B 090°30′T / 77,433°B 90,5°T    |                                       |
| Griffith                    | Parry        | NU       | &nbsp                                                                                 | &nbsp    | align="right" style="text-align:right;" data-sort-value="7008189000000000000"\|189   | 73            | 110             | &nbsp           | 74°35′B 095°30′T / 74,583°B 95,5°T    |                                       |
| Helena                      | Parry        | NU       | Trung bình ở các đồi phía nam                                                         | 220      | 720                                                                                  | 327           | 126             | 85              | &nbsp                                 | 76°40′B 101°00′T / 76,667°B 101°T     |
| Hoved                       | Parry        | NU       | &nbsp                                                                                 | &nbsp    | align="right" style="text-align:right;" data-sort-value="7008158000000000000"\|158   | 61            | 125             | &nbsp           | 77°32′B 085°09′T / 77,533°B 85,15°T   |                                       |
| Vanier                      | Parry        | NU       | align="right" style="text-align:right;" data-sort-value="7002200000000000000"\|200    | 660      | 1.126                                                                                | 435           | 44              | 298             | 76°10′B 103°15′T / 76,167°B 103,25°T  |                                       |
| King Christian              | Sverdrup     | NU       | Núi King Christian                                                                    | 165      | 541                                                                                  | 645           | 249             | 60              | 420                                   | 77°45′B 102°00′T / 77,75°B 102°T      |
| Cornwallis nhỏ              | Parry        | NU       | &nbsp                                                                                 | &nbsp    | align="right" style="text-align:right;" data-sort-value="7008412000000000000"\|412   | 159           | 75              | &nbsp           | 75°30′B 096°30′T / 75,5°B 96,5°T      |                                       |
| Lougheed                    | Parry        | NU       | align="right" style="text-align:right;" data-sort-value="7001600000000000000"\|60–110 | 200–360  | 1.308                                                                                | 505           | 41              | 273             | 77°24′B 105°15′T / 77,4°B 105,25°T    |                                       |
| Lowther                     | Parry        | NU       | Bãi biển lớn                                                                          | 106,5    | 349                                                                                  | 145           | 56              | 133             | &nbsp                                 | 74°33′B 097°30′T / 74,55°B 97,5°T     |
| Mackenzie King              | Parry        | NU/NT    | Castel Butte                                                                          | 300      | 980                                                                                  | 5.048         | 1.949           | 26              | 115                                   | 77°43′B 111°57′T / 77,717°B 111,95°T  |
| Massey                      | Parry        | NU       | align="right" style="text-align:right;" data-sort-value="7002210000000000000"\|210    | 690      | 432                                                                                  | 167           | 71              | &nbsp           | 75°59′B 102°58′T / 75,983°B 102,967°T |                                       |
| Meighen                     | Sverdrup     | NU       | align="right" style="text-align:right;" data-sort-value="7002260000000000000"\|260    | 850      | 955                                                                                  | 369           | 50              | 337             | 79°59′B 099°30′T / 79,983°B 99,5°T    |                                       |
| Melville                    | Parry        | NU/NT    | align="right" style="text-align:right;" data-sort-value="7002776000000000000"\|776    | 2.546    | 42.149                                                                               | 16.274        | 8               | 33              | 75°30′B 111°30′T / 75,5°B 111,5°T     |                                       |
| Bắc Kent                    | Parry        | NU       | align="right" style="text-align:right;" data-sort-value="7002600000000000000"\|600    | 2.000    | 590                                                                                  | 230           | 62              | 453             | 76°40′B 090°15′T / 76,667°B 90,25°T   |                                       |
| Hoàng tử Patrick            | Parry        | NT       | align="right" style="text-align:right;" data-sort-value="7002279000000000000"\|279    | 915      | 15.848                                                                               | 6.119         | 14              | 55              | 76°45′B 119°30′T / 76,75°B 119,5°T    |                                       |
| Stor                        | Sverdrup     | NU       | align="right" style="text-align:right;" data-sort-value="7002500000000000000"\|500    | 1.600    | 313                                                                                  | 121           | 87              | &nbsp           | 78°59′B 085°50′T / 78,983°B 85,833°T  |                                       |
| Còn lại 2.092 hòn đảo       |              | NU/NT    |                                                                                       |          |                                                                                      | 2.321         | 896             |                 | ...                                   | ...                                   |
| Quần đảo Nữ vương Elizabeth | &nbsp        | NU/NT    | Đỉnh Barbeau                                                                          | 2.616    | 8.583                                                                                | 419.061       | 161.800         | ...             | ...                                   | 78°05′B 095°10′T / 78,083°B 95,167°T  |

## Sông băng và chỏm băng
Quần đảo Nữ vương Elizabeth có bốn sông băng đại diện cho 14% sông băng và chỏm băng trên toàn thế giới. Theo một báo cáo năm 2011, lớn nhất trong số này là Chỏm băng Devon với diện tích 1.699 km2 (656 dặm vuông Anh) nằm về phía tây bắc của quần đảo; chỏm băng Meighen là 75 km2 (29 dặm vuông Anh), Melville Nam là 52 km2 (20 dặm vuông Anh) và sông băng White hay sông băng Axel Heiberg là 39 km2 (15 dặm vuông Anh). Kích thước của các dòng sông băng đã được đo từ năm 1961 và kết quả được công bố trên các tạp chí danh tiếng của Hiệp hội Sông băng Quốc tế Annals of Glaciology. Trong số bốn chỏm băng mà Chương trình Khoa học Địa chất Trái đất của Chính phủ liên bang gọi tắt là NRCan (ESS), giám sát tại chỗ ở vùng cao tại Bắc Cực thuộc Canada, ba trong số đó thuộc quần đảo là Devon, Meighen và Melville. Trong một bản ghi nhớ về Khoa học Trái đất (ESS) ở vùng cao ở Bắc Cực thuộc Canada cho thấy sự thu hẹp của các chỏm băng bắt đầu vào cuối những năm 1980, và đã tăng tốc nhanh chóng kể từ năm 2005, theo một bản ghi nhớ hồi tháng 10 năm 2013 NRCan gửi cho Bộ trưởng Tài nguyên thiên nhiên Liên bang Joe Oliver, tỷ lệ tan chảy tăng đã được xác nhận bởi Đại học California, Irvine vào năm 2017.
Phân tích máy tính đánh giá về sông băng của đảo Axel Heiberg được thực hiện trong những năm 1960. Đánh giá sau đó của Cơ quan giám sát sông băng thế giới dưới sự chỉ đạo của nhà nghiên cứu sông băng Fritz Müller, người đã làm việc với các đánh giá sông băng quốc tế, bao gồm sông băng Axel Heiberg.